# Tak and the Power of Juju
Tak and the Power of Juju (No Brasil: Tak e a Magia de Juju) foi uma série de televisão estadunidense produzida pela Nickelodeon baseada em um jogo de PlayStation 2 com o mesmo nome. Porém a série não teve sucesso e foi cancelada depois de 26 episódios.

## História
Tak é um jovem aprendiz de shaman que recebeu o poder de Juju, um  poder muito forte que foi dado a um jovem com tão pouca experiência, mas com o tempo, Tak aprendeu a usá-lo com mais responsabilidade e para livrar a a tribo Pupununu dos perigos que a cercam, e também dele mesmo, com a ajuda de sua amiga Jira e de Kiko, Tak enfrenta vários problemas a cada episódio.

## Personagens

### Tribo Pupununu
- Tak - é um garoto que recebeu o poder de Juju, um grande poder, mas Tak ainda não é um shaman, mas um assistente de shaman, que aprende novas tecnicas com seu tio. É o amigo de Jira e de Kiko, e os três sempre estão se metendo em encrenca com a magia. Foi revelado em "Para Zaria com amor" que no futuro, Tak sera o líder da tribo.
- Jira - é a filha do líder da tribo, é amiga de Tak e de Kiko. Jira odeia sua irmã mais velha Zaria e talvez tenha uma quedinha pelo Tak.
- Kiko - amigo de Tak, é um pouco esquisito e tem uma aparência estranha. Em um episódio, Kiko se apaixonou pela versão feminina do Tak, Takita. Kiko já fez vários Mini Kikos num episódio, mas os Mini Kikos o trairam no mesmo.
- Zaria - filha mais velha do líder da tribo, odeia sua irmãzinha Jira e também odeia o Tak.É muito vaidosa e se acha linda.
- Lok - é um homem que mentiu para todos que é um poderoso guerreiro (dizendo que parou um pedra de lava gigante e que salvou a tribo de uma inudação usando sò a perna). Diz que o Tak é um medroso e também às vezes foje da luta, mas ninguém, exceto Tak, Jira e (às vezes) Kiko notam.
- Chefe - é o líder da tribo Pupununu, pai da Jira e da Zaria. Ele é grande e gordo, às vezes fica com medo dos perigos que chegam a tribo. Em um episódio, ele quase baniu o Tak, mas o banidor não estava lá (pois o líder da tribo o baniu).
- Gêmeos - são dois filhos da família mais rica de Pupununu. Odeiam o Tak, pois os gêmeos falam que eles deveriam receber o poder Juju, não Tak.
- Eremita do tronco - é um habitante que é um velho que usa um tronco em vez de uma tanga.
- Mascarado - é um habitante de Pupununu que (quase) sempre está de máscara e cuida das ovelhas da tribo. Em duas ocasiões em dois episódios diferentes (?/?), motram o Mascarado sem máscara, porém com uma grande luz saindo de seu rosto, impossibilizando de ver sua cara. Porém, num desses episódios, Tak, que vê o Mascarado sem máscara, exclama: - Você é linda. Porém, no outro episódio, exclamam: - Você é lindo.

### Jujus
- Festa - é um esqueleto que adora uma festa, como o nome ja diz, seu poder é criar uma festa incrível. Ele é casado com a Juju Desmancha Prazer.
- Desmancha Prazer - é uma Juju com um poder de acabar com uma festa na hora. Desmancha Prazer é casada com Festa.
- Juju Medium - é um mestre Juju que tem resposta para tudo, também pode ler mentes, mas evita fazer isso no Kiko (Juju Medium disse no 1º episódio:... Ja a sua me dá um pouco de medo). Foi ele que previu que Tak no futuro, seria o líder da atribo Pupununu, mas não disse se seria com Zaria ou Jira.
- Adivinha sò - é sò o Tak com um disfarce, ele finjiu ser um Juju, pois não conseguia invocar Jujus no episódio.